# Ајзенхауерова доктрина
Ајзенхауерова доктрина била је политичка доктрина представљена у САД за време америчког председника, републиканца Ајзенхауера америчком конгресу 5. јануара 1957. године. Председник је објавио да ће САД економски потпомагати земље Блиског истока које су желеле да постану независне као и војно подржавати државе у регији које су биле под претњом напада „држава које су контролисане од интернационалног комунизма“.
Доктрину треба посматрати у светлу Суецке кризе која се десила јесен пре него су Уједињено Краљевство и Француска изгубиле утицај у регији.
Ајзенхауер се плашио да би Совјетски Савез могао покушати да повећа свој утицај на Блиском истоку. Нарочито му је била забрињавајућа чињеница да је председник Египта Насер покушао да побољша односе са Совјетским Савезом како би добио економску помоћ за градњу Асуанске бране.
Доктрина није међутим успела спречити да Насер добије већи утицај на Блиском истоку. Да Совјетски Савез није добио неки већи утицај над Египтом зависило је првенствено од тога да је Насер обећао „позитивну неутралност“ и није желео да се веже за неки пакт током Хладног рата.
Политички гледано доктрина је била америчка подршка краљевинама које су подржавале Запад: Јордану, Ираку и Саудијској Арабији, које су биле на нишану Насеровог панарабизма и радикализма. Из војног кута гледања долази до примене доктрине у јулу 1958. године када су се америчке војне снаге умешале у Либанску кризу када их је то затражио либански председник Камил Шамун.